# Winter-Paralympics 2022/Teilnehmer (Österreich)
| stlisierte Goldmedaille | stlisierte Silbermedaille | stlisierte Bronzemedaille |
| ----------------------- | ------------------------- | ------------------------- |
| 5                       | 5                         | 3                         |

Österreich nahm bei den Winter-Paralympics 2022 in Peking vom 4. bis 13. März 2022 teil. Sechzehn Athletinnen und Athleten sowie sechs Guides waren in den vier Sportarten Ski alpin, Skilanglauf, Biathlon und Snowboard nominiert. Das größte Team waren die Alpinen mit 13 Sportlern.
Die Angelobung und Verabschiedung des österreichischen Paralympics-Teams durch Bundespräsident Alexander Van der Bellen im Beisein von Vizekanzler und Sportminister Werner Kogler und Gesundheitsminister Wolfgang Mückstein fand am 21. Februar 2022 in der Wiener Hofburg statt und wurde auf ORF SPORT + übertragen. Zehn der sechzehn Sportler nahmen das erste Mal an Paralympics teil, jüngste Teilnehmerin war die 15-jährige Para-Skifahrerin Elina Stary. Es war die 13. Teilnahme des Landes an Paralympischen Winterspielen.
Fahnenträger der Eröffnungsfeier waren Barbara Aigner und Markus Salcher.

## Medaillengewinner
| Name/n          | Sportart    | Wettkampf                            |
| --------------- | ----------- | ------------------------------------ |
| Gold            |             |                                      |
| Johannes Aigner | Ski Alpin   | Abfahrt sehbehindert                 |
| Carina Edlinger | Skilanglauf | 1,5 km Sprint klassisch sehbehindert |
| Johannes Aigner | Ski Alpin   | Riesenslalom sehbehindert            |
| Veronika Aigner | Ski Alpin   | Riesenslalom sehbehindert            |
| Veronika Aigner | Ski Alpin   | Slalom sehbehindert                  |
| Silber          |             |                                      |
| Markus Salcher  | Ski Alpin   | Abfahrt stehend                      |
| Markus Salcher  | Ski Alpin   | Super-G stehend                      |
| Johannes Aigner | Ski Alpin   | Kombination sehbehindert             |
| Barbara Aigner  | Ski Alpin   | Slalom sehbehindert                  |
| Johannes Aigner | Ski Alpin   | Slalom sehbehindert                  |
| Bronze          |             |                                      |
| Johannes Aigner | Ski Alpin   | Super-G sehbehindert                 |
| Barbara Aigner  | Ski Alpin   | Riesenslalom sehbehindert            |
| Carina Edlinger | Skilanglauf | 7,5 km klassisch sehbehindert        |

## Teilnehmer

### Biathlon
- Carina Edlinger (mit Guide Lorenz Lampl)

### Ski Alpin
- Barbara Aigner (mit Guide Klara Sykora)
- Johannes Aigner (mit Guide Matteo Fleischmann)
- Veronika Aigner (mit Guide Elisabeth Aigner)
- Markus Gfatterhofer
- Thomas Grochar
- Eva-Maria Jöchl
- Nico Pajantschitsch
- Roman Rabl
- Manuel Rachbauer
- Markus Salcher
- Michael Scharnagl (mit Guide Florian Erharter)
- Christoph Schneider
- Elina Stary (mit Guide Celine Arthofer)

### Snowboard
- Rene Eckhart
- Bernhard Hammerl

### Skilanglauf
- Carina Edlinger (mit Guide Lorenz Lampl)